# Le Clash
Pour les articles homonymes, voir clash.
Albums de Suprême NTM
NTM Live
(2000) Best of
(2007)
NTM le clash B.O.S.S. vs IV My People est une compilation du groupe de rap Suprême NTM sortie en 2001. Il s'agit d'un double CD qui réunit des remixes de titres du groupe par les producteurs des labels respectifs des rappeurs Kool Shen et JoeyStarr, à savoir IV My People et B.O.S.S.. Fin 2000 et début 2001, six maxis paraissent comportant des titres qui figurent sur cette compilation. Cinq de ces maxis se présentent sous forme de rounds de boxe pour mettre en scène le combat des deux labels des deux rappeurs: Round 1, Round 2, Round 3, Round 4 et Round 5. Un sixième maxi contient deux titres originaux, Qui veut la peau de mon crew? et Clasher mon crew… (t’es fou!). Ces maxis contenaient également des versions instrumentales et a cappella.

## Liste des titres de la compilation

### Disque 1 - IV My People
1. Intro NTM Le Clash - 1:56
2. Back dans les bacs (IV My People Remix) - 3:29
3. Seine-Saint-Denis Style (IV My People Remix) - 3:26
4. Qu'est-ce qu'on attend (IV My People Remix) - 4:35
5. Touche pas à ma musique (IV My People Remix) - 3:38
6. Qui veut la peau de mon crew ? - 3:17
7. Qui paiera les dégâts ? (IV My People Remix) - 4:04
8. On est encore là (IV My People Remix) - 4:13
9. Pose ton gun (IV My People Remix) - 3:54
10. Police (IV My People Remix) - 4:02
11. Outrologie
12. NTM Le Clash, le making of (vidéo)

### Disque 2 - B.O.S.S.
1. Intro BOSS Clash - 1:53
2. Clasher mon crew... (t'es fou !) - 4:34
3. J'appuie sur la gâchette (BOSS Remix) - 3:09
4. Est-ce la vie ou moi ? (BOSS Remix) - 5:57
5. Ma Benz (BOSS 2000 Remix) - 3:42
6. L'argent pourrit les gens (BOSS Remix) - 3:48
7. Tout n'est pas si facile (BOSS Remix) - 5:34
8. C'est arrivé près d'chez toi (BOSS Remix) - 4:06
9. Pour que ça sonne funk (BOSS Remix) - 3:30
10. Quelle gratitude ? (BOSS Remix) - 3:27
11. Vee à vie (outro BOSS Clash) - 1:48
12. NTM Le Clash, le making of (vidéo)

## Liste des maxis: les "rounds"

### NTM le clash BOSS vs IV My People Round 1(7 novembre 2000)
1. Intro NTM Le Clash (IV My People Mix)
2. Ma Benz (BOSS 2000 Remix)
3. Police (IV My People Remix)
4. L'argent pourrit les gens (BOSS Remix)
5. Touche pas à ma musique (IV My People Remix)
6. Outro NTM Le Clash (BOSS Mix)

### NTM le clash BOSS vs IV My People Round 2(5 décembre 2000)
1. Seine-Saint-Denis Style (IV My People Remix) - 3:23
2. Seine-Saint-Denis Style (IV My People Remix, instrumental) - 3:23
3. Seine-Saint-Denis Style (IV My People Remix, a cappella) - 3:11
4. Qui paiera les dégâts ? (IV My People Remix) - 4:00
5. Qui paiera les dégâts ? (IV My People Remix, instrumental) - 4:00
6. Qui paiera les dégâts ? (IV My People Remix, a Cappella) - 2:58
7. J'appuie sur la gâchette (BOSS Remix) - 3:03
8. J'appuie sur la gâchette (BOSS Remix, instrumental) - 3:03
9. J'appuie sur la gâchette (BOSS Remix, a cappella) - 2:45
10. C'est arrivé près d'chez toi (BOSS Remix) - 4:04
11. C'est arrivé près d'chez toi (BOSS Remix, instrumental) - 4:04
12. C'est arrivé près d'chez toi (BOSS Remix, a cappella) - 3:56

### NTM le clash BOSS vs IV My People Round 3(9 janvier 2001)
1. Intro
2. Back dans les bacs
3. Quelle gratitude ?
4. Qu'est-ce qu'on attend
5. Est-ce la vie ou moi ?
6. Back dans les bacs (instrumental)
7. Quelle gratitude ? (instrumental)
8. Qu'est-ce qu'on attend (instrumental)
9. Est-ce la vie ou moi ? (instrumental)

### NTM le clash BOSS vs IV My People Round 4(6 février 2001)
1. Intro NTM Le Clash Round 4 (IV My People Mix)
2. Pour que ça sonne funk (BOSS Edit, avec Big Red)
3. Pose ton gun (IV My People Remix)
4. Tout n'est pas si facile (BOSS Remix)
5. On est encore là (IV My People Remix)
6. Pour que ça sonne funk (BOSS Edit, instrumental)
7. Pose ton gun (IV My People Remix, instrumental)
8. Tout n'est pas si facile (BOSS Remix, instrumental)
9. On est encore là (IV My People Remix, instrumental)

### NTM le clash BOSS vs IV My People(maxi) (19 mars 2001)
1. Qui veut la peau de mon crew? avec Kool Shen et Salif
2. Clasher mon crew… (t’es fou!) avec Joeystarr et Iron Sy

### NTM le clash BOSS vs IV My People Round 5(16 juillet 2001)
1. C'est arrivé près d'chez toi (IV My People Remix avec Jaeyez)
2. Seine-Saint-Denis Style (BOSS Remix)

Ce maxi est une édition limitée, uniquement disponible sur le site Internet promotionnel créé pour l'occasion.

### Clip (24 avril 2001)
Le clip des titres Qui veut la peau de mon crew? et Clasher mon crew… (t’es fou!) est réalisé par Tarik Hamdine et sort au format DVD par Sony Music Video. Coproduit par la société Ex-Machina et la maison de production Directors Republic pour un budget de deux millions de francs, la technique de la motion capture est utilisée pour la mise en scène.